# Maxwell Anderson
James Maxwell Anderson, més conegut com a Maxwell Anderson, nascut el 15 de desembre de 1888 a Atlantic, Pennsilvània i traspassat el 28 de febrer de 1959 a Stamford (Connecticut), va ser un dramaturg, poeta, periodista, guionista i compositor estatunidenc. El 1933 va rebre el Premi Pulitzer per la seva obra Both Your Houses.

## Obra dramàtica
- White Desert (1923)
- What Price Glory (1924)
- First Flight (1925)
- Outside looking in (1925)
- Saturday's Children (1927)
- Gods of the Lightning (1929), en col·laboració amb el músic Harold Hickerson.
- Gypsy (1928)
- Elizabeth the Queen (1930)
- Night Over Taos (1932)
- Both Your Houses (1933), premi Pulitzer de teatre
- Mary of Scotland (1933)
- Valley Forge (1934
- Winterset (1935) premi del New York Drama Critics Circle Award.
- The Masque of Kings (1936)
- The Wingless Victory (1936)
- Star-Wagon (1937)
- High Tor (1937) premi del New York Drama Critics Circle Award.
- The Feast of Ortolans (1937)
- Knickerbocker Holiday (1938) (text i música)
- Second Overture (1938)
- Key Largo (1939)
- Journey to Jerusalem (1940)
- Candle in the Wind (1941)
- The Miracle of the Danube (1941)
- The Eve of St. Mark (1942)
- Your Navy (1942)
- Storm Operation (1944)
- Letter to Jackie (1944)
- Truckline Cafe (1946)
- Joan of Lorraine (1946)
- Anne of the Thousand Days (1948)
- Lost in the Stars (1949)
- Barefoot in Athens (1951)
- The Bad Seed (1954)
- High Tor (1956)
- The Day the Money Stopped (1958) escrita amb la col·laboració de Brendan Gill.
- The Golden Six (1958)